# 希罗科沃市镇
希罗科沃市镇（俄语：Широковское муниципальное образование）是俄罗斯联邦伊尔库茨克州下乌金斯克区所属的一个市镇。其下辖有个居民点，行政中心为希罗科沃。据2016年统计，该市镇的人口为620人。